# Poesia senza fine
Poesia senza fine (Poesía sin fin) è un film del 2016 diretto da Alejandro Jodorowsky.

## Trama
Tratto dal libro autobiografico del 2001 La danza della realtà, Poesia senza fine è ambientato, a cavallo tra gli anni Quaranta e Cinquanta, in un Cile surrealista che Jodorosky racconta come il paese dove si viveva poeticamente come in nessun'altra parte del mondo. Il film, che Marzia Gandoldi definisce opera immensa, audace, generosa che commuove coi suoi trucchi naif e l'emozione che li muove fa parte di una trilogia cinematografica autobiografica. Il racconto della vita di Alejandro parte dal film  La danza della realtà (2013)  e si conclude nel 2019 col docufilm Psicomagia, un'arte che guarisce dove Jodorowsky connette l'arte alla psicoterapia descrivendo, con una serie di esempi clinico-narrativi, il suo rivoluzionario e controverso metodo terapeutico. Il regista supera, ma non ignora, la psicoanalisi tradizionale e basa la sua psicomagia sulla prescrizione di azioni poetiche e simboliche che il consultante esegue da solo, nella realtà.
Dal punto di vista della sceneggiatura, Poesia senza fine racconta la complicità avanguardistica del giovane Alejandro col poeta coetaneo Enrique Lihn, l'opposizione all'accademia, la preistoria degli happening e soprattutto il conflitto, più culturale e morale che edipico, con un padre commerciante, filo-comunista e grottescamente materialista.

## Una storia per guarire
Poesia senza fine mostra con momenti coreografici e musicali ingegnosi, esaltati da un grande direttore della fotografia come Christopher Doyle, i primi passi che Jodorowsky, ragazzo, muove verso la sua libertà artistica e umana, con la determinazione e il coraggio che i suoi futuri atti poetico/psicomagici, metteranno a disposizione degli spettatori fuori della sala cinematografica. Nonostante la crudezza di molte sue immagini, film raconta la visione del mondo di Jodorosky: Mi piace l'arte utile per guarire... mi piace tutto ciò che provoca il sorriso.

## Casting
In una specie di auto-psicoterapia della famiglia, Jodorosky chiama il figlio Adan nel ruolo di Alejandro stesso e il figlio Brontis in quello di suo padre Jaime e del dittatore cileno Ibáñez. Il soprano Pamela Flores, di stazza boteriana, interpreta la madre di Jodorowsky Sara, che si esprime cantando e gioca col figlio una scena di eccezionale e tenera complicità. La Flores incarna anche la prima amante di Alejandro, la poetessa Stella Díaz Varín dispotica ed eroticamente inaccessibile, tramite col poeta anticonformista e  anti-Neruda Nicanor Parra che incoraggia il ragazzo a lasciare per sempre il Cile per cercare Breton e il surrealismo a Parigi.